# Серковский (Большинское сельское поселение)
Серковский — хутор в Урюпинском районе Волгоградской области России, в составе Большинского сельского поселения. Расположен на правом берегу реки Косарка.
Население — 269 (2010)

## История
Дата основания не установлена. Предположительно основан в первой половине XIX века. Хутор Серков обозначен на карте земли Войска Донского 1833 года. Хутор входил в юрт станицы Михайловской Хопёрского округа Земли Войска Донского (с 1870 — Область Войска Донского). Согласно Списку населённых мест Земли Войска Донского в 1859 года на хуторе проживало 284 мужчины и 213 женщин.
Население хутора быстро росло: согласно переписи населения 1897 года на хуторе проживало 516 мужчин и 529 женщина. Большинство населения было неграмотным: из них грамотных мужчин — 120, грамотных женщин — 3.
В начале XX века разросшийся хутор был разделён на верхнюю и нижнюю части. Согласно алфавитному списку населённых мест Области Войска Донского 1915 года земельный надел нижней части составлял 2671 десятину, верхней — 1784, в нижней части проживало 385 мужчин и 382 женщины, в верхней 207 и 208 соответственно. Обе части обслуживало Алексиковское почтовое отделение.
С 1928 года в составе Новониколаевского района Хопёрского округа (упразднён в 1930 году) Нижне-Волжского края (с 1934 года — Сталинградского края). С 1935 года — в составе Хопёрского района Сталинградского края (с 1936 года Сталинградской области, с 1954 по 1957 год район входил в состав Балашовской области). В 1959 году в связи с упразднением Хопёрского района хутор Серковский передан в состав Урюпинского района.

## География
Хутор находится в лесостепи, в пределах Хопёрско-Бузулукской равнины, являющейся южным окончанием Окско-Донской низменности, на правом берегу реки Косарка (напротив хутора Сычевский). На юге хутор Серковский граничит с хутором Нижнецепляевский, на севере с хутором Большинский. Центр хутора расположен на высоте около 100 метров над уровнем моря. Почвы — чернозёмы типичные.
По автомобильным дорогам расстояние до областного центра города Волгоград составляет 360 км, до районного центра города Урюпинск — 36 км.
Часовой пояс
Серковский, как и вся Волгоградская область, находится в часовой зоне МСК (московское время). Смещение применяемого времени относительно UTC составляет +3:00.

## Население
Динамика численности населения по годам:
| 1859 | 1873 | 1897 | 1915 | 1987 | 2002 |
| ---- | ---- | ---- | ---- | ---- | ---- |
| 497  | 812  | 1045 | 1182 | ≈270 | 224  |

| 2010 |
| ---- |
| 180  |